# Реакция Тищенко
Реакция Тищенко (также реакция Кляйзена — Тищенко) — реакция диспропорционирования альдегидов в неводной среде под действием алкоголятов.
Реакция заключается в окислении одной молекулы другой (аналогично реакции Канниццаро) и сочетании продуктов взаимодействия в сложные эфиры:
Эта реакция была открыта в 1906 году русским химиком Вячеславом Тищенко и дополнена Людвигом Кляйзеном.

## Механизм
Взаимодействие происходит в безводной среде в присутствии алкоголятов алюминия или титана, которые играют роль гомогенного катализатора. Реже применяются алкоголяты щелочных и щелочноземельных металлов (натрия или магния).
Механизм реакции подобен реакции Канниццаро и протекает через стадию 1,3-гидридного сдвига:
Реакция может также протекать по перекрестным механизмам — при взаимодействии различных альдегидов.
В реакции Тищенко могут также иметь место побочные продукты — результат введения в эфир алкоксильной группы от катализатора:
Для минимизации протекания нежелательных реакций взаимодействие проводят при низких температурах и при малых количествах алкоголята.
Дополнительно ход реакции может катализироваться комплексами родия, органоактинидами, амидами щелочноземельных металлов, а для ароматических альдегидов также и карбонилом Na2[Fe(CO)4].